# Bessunger Knabenschule
Die Bessunger Knabenschule (BKS) war eine Volksschule in Darmstadt.

## Architektur und Geschichte
Ab dem Jahr 1868 wurden die Bessunger Schüler in einem neuen Schulgebäude – der heutigen Herderschule – an der Ecke Bessunger Straße/Eichwiesenstraße unterrichtet.
Das starke Bevölkerungswachstum im 19. Jahrhundert machte den Neubau eines Schulgebäudes erforderlich.
Ab dem 12. September 1878 fand der Unterricht in dem neuen Gebäude in der Ludwigshöhstraße statt.
Zunächst wurden nur die Schüler in dem neuen Schulgebäude unterrichtet.
Die Schülerinnen wurden weiterhin in dem Schulgebäude in der Bessunger Straße unterrichtet.
Im Jahre 1888 wurde Bessungen in die Stadt Darmstadt eingemeindet. Danach hieß die Schule offiziell „Stadtknabenschule III“.
In den Jahren 1902–1922 gab es ein Ausweichquartier im ehemaligen Firmengebäude der „Druckerei Lautz“ im Herdweg.
Während des Zweiten Weltkriegs diente das Schulgebäude militärischen Zwecken (Sammelstelle für Ersatztruppenteile und Waffendepot).
Die Bessunger Knabenschule ist das einzige Schulgebäude in Bessungen, das den Krieg unbeschadet überstanden hat.
Im Jahre 1945 war sie Ausweichquartier für verschiedene städtische Einrichtungen (u. a. Behelfspostamt, Feuerwehrstützpunkt, Verpflegungslager, Wohnungsamt). Von Ende 1945 bis zum Jahre 1954 diente das Schulgebäude als Volksschule und Feuerwehrstützpunkt.
Ab dem Jahre 1945 wurden in dem Schulgebäude auch Schülerinnen unterrichtet.
1954 wurde die Schule in „Bessunger Schule“ umbenannt.
In den Jahren 1964 und 1965 entstanden auf dem Schulgelände zusätzliche Pavillons und Werkräume.
1977 wurde die „Bessunger Schule“ aufgelöst. Die Grundschulklassen wurden in die neue Bessunger Schule in der Ludwigshöhstraße 10 verlegt. Die Hauptschulklassen wurden der Mornewegschule angegliedert.
Im Zeitraum September 1978 bis Oktober 1982 beherbergte das Schulgebäude die Waldorfschule Darmstadt.
Seit dem Jahre 1983 beherbergt das Gebäude ein soziokulturelles Zentrum. Das Zentrum wird von einem Verein getragen.
Der Schwerpunkt des Angebots liegt auf den Gebieten Musik, Theater und Kinderbetreuung.

## Denkmalschutz
Das Gebäude der Bessunger Knabenschule ist das älteste erhalten gebliebene Schulgebäude in Darmstadt.
Die Bessunger Knabenschule steht aus architektonischen und stadtgeschichtlichen Gründen unter Denkmalschutz.